# Notholaena galeottii
Notholaena galeottii là một loài thực vật có mạch trong họ Adiantaceae. Loài này được Fée miêu tả khoa học đầu tiên năm 1852.